# 指叉球
指叉球（英語：forkball），是棒球球路的一種。將食指與中指叉開夾住球，利用投快速球的動作以及兩根手指的力量將球投出，球在本壘板前會下沉，影響打擊者的擊球。

## 代表投手
- 台灣：謝長亨、蔡仲南、林恩宇、高建三、羅錦龍、陳鴻文、陳禹勳、陳韻文、王建民
- 美國：蒂姆·林斯肯、羅傑·克萊門斯、麥克·羅力
- 日本：杉下茂、野茂英雄、佐佐木主浩、上原浩治、岩隈久志、千賀滉大

## 外部連結
- 指叉球在台灣棒球維基館上的頁面（繁體中文）